# Grande Prêmio do México de 2015
O Grande Prêmio do México de 2015 (formalmente denominado Formula 1 Gran Premio de México 2015) foi uma corrida de Fórmula 1 disputada em 1 de novembro de 2015 no Autódromo Hermanos Rodríguez, Cidade do México, México. Foi a décima sétima etapa da temporada de 2015 e marcou o retorno deste Grande Prêmio ao calendário da Fórmula 1, fato que não ocorria desde 1992. O ex-piloto brasileiro Emerson Fittipaldi foi designado embaixador do evento.
No primeiro treino livre, o novo asfalto do Autódromo Hermanos Rodríguez ficou úmido por causa da chuva que caiu mais cedo e os pilotos tiveram um pouco de dificuldades para se manter no traçado.
No segundo treino livre, faltando apenas dez minutos para o fim da atividade, a maioria dos pilotos se recolheu aos boxes para colocar compostos intermediários.

## Pneus
| Nome do composto | Cor | Banda de rolamento | Condições de Tempo | Dry Type                           | Aderência | Longevidade |
| ---------------- | --- | ------------------ | ------------------ | ---------------------------------- | --------- | ----------- |
| Macio            |     | Slick (P Zero)     | Seco               | Soft                               | Médio     | Médio       |
| Médio            |     | Slick (P Zero)     | Seco               | Medium                             | Médio     | Médio       |
| Intermediário    |     | Sulcos (Cinturato) | Molhado            | Intermediate (água não estagnante) | x         | x           |
| Chuva            |     | Sulcos (Cinturato) | Molhado            | Wet (água estagnante)              | x         | x           |

## Resultados

### Treino classificatório
| Pos.                     | Nº | Piloto           | Construtor             | Q1        | Q2       | Q3       | Grid |
| ------------------------ | -- | ---------------- | ---------------------- | --------- | -------- | -------- | ---- |
| 1                        | 6  | Nico Rosberg     | Mercedes               | 1:20.436  | 1:20.053 | 1:19.480 | 1    |
| 2                        | 44 | Lewis Hamilton   | Mercedes               | 1:20.808  | 1:19.829 | 1:19.668 | 2    |
| 3                        | 5  | Sebastian Vettel | Ferrari                | 1:20.503  | 1:20.045 | 1:19.850 | 3    |
| 4                        | 26 | Daniil Kvyat     | Red Bull-Renault       | 1:20.826  | 1:20.490 | 1:20.398 | 4    |
| 5                        | 3  | Daniel Ricciardo | Red Bull-Renault       | 1:21.166  | 1:20.783 | 1:20.399 | 5    |
| 6                        | 77 | Valtteri Bottas  | Williams-Mercedes      | 1:20.817  | 1:20.458 | 1:20.448 | 6    |
| 7                        | 19 | Felipe Massa     | Williams-Mercedes      | 1:21.379  | 1:20.642 | 1:20.567 | 7    |
| 8                        | 33 | Max Verstappen   | Toro Rosso-Renault     | 1:20.995  | 1:20.894 | 1:20.710 | 8    |
| 9                        | 11 | Sergio Pérez     | Force India-Mercedes   | 1:20.966  | 1:20.669 | 1:20.716 | 9    |
| 10                       | 27 | Nico Hülkenberg  | Force India-Mercedes   | 1:21.315  | 1:20.935 | 1:20.788 | 10   |
| 11                       | 55 | Carlos Sainz Jr. | Toro Rosso-Renault     | 1:20.960  | 1:20.942 |          | 11   |
| 12                       | 8  | Romain Grosjean  | Lotus-Mercedes         | 1:21.577  | 1:21.038 |          | 12   |
| 13                       | 13 | Pastor Maldonado | Lotus-Mercedes         | 1:21.520  | 1:21.261 |          | 13   |
| 14                       | 9  | Marcus Ericsson  | Sauber-Ferrari         | 1:21.299  | 1:21.544 |          | 14   |
| 15                       | 7  | Kimi Räikkönen   | Ferrari                | 1:21.422  | 1:22.494 |          | 19 3 |
| 16                       | 14 | Fernando Alonso  | McLaren-Honda          | 1:21.779  |          |          | 18 2 |
| 17                       | 12 | Felipe Nasr      | Sauber-Ferrari         | 1:21.788  |          |          | 15   |
| 18                       | 53 | Alexander Rossi  | Manor Marussia-Ferrari | 1:24.136  |          |          | 16   |
| 19                       | 28 | Will Stevens     | Manor Marussia-Ferrari | 1:24.386  |          |          | 17   |
| Tempo dos 107%: 1:26.066 |    |                  |                        |           |          |          |      |
| –                        | 22 | Jenson Button    | McLaren-Honda          | Sem tempo |          |          | 20 1 |
| Fonte:                   |    |                  |                        |           |          |          |      |

Notas
↑1  - Jenson Button não participou do treino classificatório devido aos problemas no motor.
↑2  - Fernando Alonso perdeu quinze posições do grid por por troca a caixa de câmbio e motor.
↑3  - Kimi Räikkönen perdeu cinco posições do grid por trocar a caixa de câmbio.

### Corrida
| Pos.   | Nu. | Piloto           | Construtor             | Voltas | Tempo/Retirado      | Grid | Pontos |
| ------ | --- | ---------------- | ---------------------- | ------ | ------------------- | ---- | ------ |
| 1      | 6   | Nico Rosberg     | Mercedes               | 71     | 1:50:52.703         | 1    | 25     |
| 2      | 44  | Lewis Hamilton   | Mercedes               | 71     | +1.954              | 2    | 18     |
| 3      | 77  | Valtteri Bottas  | Williams-Mercedes      | 71     | +14.592             | 6    | 15     |
| 4      | 26  | Daniil Kvyat     | Red Bull-Renault       | 71     | +16.572             | 4    | 12     |
| 5      | 3   | Daniel Ricciardo | Red Bull-Renault       | 71     | +19.682             | 5    | 10     |
| 6      | 19  | Felipe Massa     | Williams-Mercedes      | 71     | +21.493             | 7    | 8      |
| 7      | 27  | Nico Hulkenberg  | Force India-Mercedes   | 71     | +25.860             | 10   | 6      |
| 8      | 11  | Sergio Perez     | Force India-Mercedes   | 71     | +34.343             | 9    | 4      |
| 9      | 33  | Max Verstappen   | Toro Rosso-Renault     | 71     | +35.229             | 8    | 2      |
| 10     | 8   | Romain Grosjean  | Lotus-Mercedes         | 71     | +37.971             | 12   | 1      |
| 11     | 13  | Pastor Maldonado | Lotus-Mercedes         | 71     | +38.538             | 9    |        |
| 12     | 9   | Marcus Ericsson  | Sauber-Ferrari         | 71     | +40.180             | 14   |        |
| 13     | 55  | Carlos Sainz Jr. | Toro Rosso-Renault     | 71     | +48.772             | 11   |        |
| 14     | 22  | Jenson Button    | McLaren-Honda          | 71     | +49.214             | 20   |        |
| 15     | 53  | Alexander Rossi  | Manor Marussia-Ferrari | 69     | +2 voltas           | 16   |        |
| 16     | 28  | Will Stevens     | Manor Marussia-Ferrari | 69     | +2 voltas           | 17   |        |
| Ret    | 19  | Felipe Nasr      | Sauber-Ferrari         | 57     | Freios              | 15   |        |
| Ret    | 5   | Sebastian Vettel | Ferrari                | 50     | Acidente            | 3    |        |
| Ret    | 7   | Kimi Räikkönen   | Ferrari                | 21     | Colisão             | 18   |        |
| Ret    | 14  | Fernando Alonso  | McLaren-Honda          | 0      | Unidade de Potência | 19   |        |
| Fonte: |     |                  |                        |        |                     |      |        |

## Tabela do campeonato após a corrida
Somente as cinco primeiras posições estão incluídas nas tabelas.
| Pos | Piloto           | Pontos | Var |
| --- | ---------------- | ------ | --- |
| 1   | Lewis Hamilton   | 345    | 0   |
| 2   | Nico Rosberg     | 272    | 1   |
| 3   | Sebastian Vettel | 251    | 1   |
| 4   | Valtteri Bottas  | 126    | 1   |
| 5   | Kimi Räikkönen   | 123    | 1   |

| Pos | Construtor           | Pontos | Var |
| --- | -------------------- | ------ | --- |
| 1   | Mercedes             | 617    | 0   |
| 2   | Ferrari              | 374    | 0   |
| 3   | Williams-Mercedes    | 243    | 0   |
| 4   | Red Bull-Renault     | 172    | 0   |
| 5   | Force India-Mercedes | 112    | 0   |

|  |              |
|  | Campeão      |
|  | Vice-Campeão |